# Ehlbeck (Rehlingen)
Ehlbeck ist einer von fünf Ortsteilen der Gemeinde Rehlingen im Landkreis Lüneburg in Niedersachsen. Bis zur niedersächsischen Gebietsreform von 1974 war Ehlbeck eigenständig und mit einer Fläche von 4319 ha die größte Gemeinde im Landkreis Lüneburg. Ehlbeck ist ein parkähnlicher Ort im äußersten Westen des Landkreises Lüneburg mit etwa 150  Einwohnern. Der Ort besteht aus vier Höfen, zwei Siedlerstellen, einer Forstarbeitersiedlung, dem Neubaugebiet Finkenberg sowie einzelnen Häusern aus der Zeit nach dem Zweiten Weltkrieg.

Hof Böttcher in Ehlbeck

Hof Ehlbeck in Ehlbeck

Hof Schlumbohm in Ehlbeck

Hof Vogt in Ehlbeck

## Geografie
Ehlbeck liegt im Bereich der Endmoränen der letzten Eiszeit. Wahrscheinlich veranlassten die sanften Höhenzüge und der Bach, der durch die Feldmark fließt, eine frühzeitige Besiedelung.
Die Landschaft entstand im Saale/Warthe-Stadium vor 130 000 Jahren mit bergigen und vereinzelt steilen Endmoränenzügen südlich des Ortes und Höhen von bis zu 102 m. Nördlich entstand das sanfte Tal des Baches Ehlbeck mit Wiesen und fruchtbaren Ackerzonen. Hier kam die Gletscherwand zum Stehen, wobei die Schmelzwässer südlich abflossen und ausgelaugte Sander hinterließen, auf denen die heutige Raubkammer mit einer Größe von über 10 300 ha steht und überwiegend als Truppenübungsplatz genutzt wird. Sie wird in alten Urkunden als Sunder geführt und war immer ein herzogliches Jagdrevier, ursprünglich mit 1107 ha. Durch Ankauf von Bauernland erhielt sie die heutige Größe.
Von der Vogtey Amelinghausen wurde 1794 berichtet: „Die Raubkammer ist ihro königlich Mayestät und Kurfürstliche Durchlaucht Wildbahn und Gehege, darin niemand außer höchstgedachter S.r. königlicher Mayestät weder zu jagen, zu schießen, noch mit dem Hau, noch mit der Mastdrift berechtiges ist und diese Holzung ungefähr 22 000 Schritt im Umkreise ist“. Auch Hermann Löns und August Freudenthal haben die Raubkammer aufgesucht und beschrieben.

## Geschichte
Ehlbeck ist eine sehr alte Siedlung, wie es die noch mehr als 26 erhaltenen Hügelgräber (1800–800 v. Chr.) und Funde von Feuersteindolchen aus der jüngeren Steinzeit zeigen. Der Ort gliederte sich ursprünglich in Osterehlbeck, Westerehlbeck, heute Rehrhof genannt, und Süderehlbeck, das früh wüst fiel. Im Mittelalter waren die Ortshälften des parkähnlichen Ortes Ehlbeck, das als Westerehlbeck bezeichnete Einzelgehöft Rehrhof samt Försterei und das mehrere Höfe umfassende Osterehlbeck gegenüber unterschiedlichen Lehnsherren tributpflichtig. Während in Osterehlbeck die Kirche in Amelinghausen, die Pfarrkirche sowie die Gilde für die beiden Ehlbeck, zehntberechtigt war, teilten sich die von Zahrenhusen bis 1326 und die von Etzen bis 1330 den Zehnten von Westerehlbeck, bis im ersten Drittel des 14. Jahrhunderts Kloster Lüne beide Hälften erwarb. Grundherren waren für Westerehlbeck und einen Hof in Osterehlbeck der Herzog/Amtsvogt und für zwei Höfe der Pfarrer in Amelinghausen, für Süderehlbeck der Graf in Hoya. Die Zehntrechte aller Höfe in Osterehlbeck waren 1123 vom Dom in Verden erworben worden.
Unter Napoleon wurden die beiden Ehlbeck ab 1810 für wenige Jahre dem Département d' Aller des Königreichs Westphalen zugeschlagen, der Nachbarort Amelinghausen aber zum Kaiserreich Frankreich. Die Grenze verlief entlang den Ackerstücken der Höfe. Bei der Grenzerstellung orientiert man sich an der Kurhannoverschen Karte von 1776. Als Ort gehörten Oster-Ehlbeck und Wester-Ehlbeck oder Rehrhof zur Commune Wulfsode des Cantons Ebstorf im District Uelzen. Kurz vor Ende der Herrschaft des Königreichs Hannover kam Ehlbeck 1852 vorübergehend an das Amt Salzhausen, 1859 wiederum an das Amt Lüne und mit der preußischen Verwaltungsreform von 1885 schließlich an den Landkreis Lüneburg. Die Vogttey Amelinghausen umfasste über Jahrhunderte 39 Orte von Luhmühlen bis Poitzen vor Müden im Süden. Der Vogt hatte seinen Sitz auf dem landtagsfähigen Rittergut in Amelinghausen mit zeitweise drei Untervögten.  Das bedeutende Rittergut hatte nur rund 2,5 ha Land (sehr ungewöhnlich).
Wie der Chronist Johann Heinrich Büttner schreibt, stammt das im 16. Jahrhundert ausgestorbene Lüneburger Patriziergeschlecht von Eylebek (oder Elebek) aus Ehlbeck. Die von Eylebeke besaßen bereits gegen Ende des 13. Jahrhunderts Anteile an der Saline in Lüneburg, wo 1295 Sifridus de Eylebeke Ratsherr war. Bis zu ihrem endgültigen Aussterben um 1600 in Lüneburg beerbten sich der städtische und der Ehlbecker Familienzweig wahrscheinlich mehrfach gegenseitig. Danach kehrte die Familie über Erbgänge und den Kauf eines weiteren Hofes 1803 in den Ort zurück.
Im Jahr 1866 geriet der im Waldgebiet Raubkammer gelegene Ort unversehens in die Zeitungen. Am Gründonnerstag, dem 29. März, hatten Revierförster Müller von der Oberförsterei Rehrhof und Förster Werner aus Wulfsode (heutiger Landkreis Uelzen) tief im Forstrevier eine Besprechung mit ihren Haumeistern. Auf dem Heimweg stellten die Förster vier Wilddiebe. Die zwei waren schon dabei, sich von den rasch Entwaffneten die Personalien geben zu lassen, da gelang es einem der Wilddiebe, dem Dienstknecht Hüners aus Hützel, blitzschnell einer Flinte habhaft zu werden und auf die Förster anzulegen. Müller wurde tödlich getroffen. Werner konnte einen fliehenden Wilddieb noch anschießen und beschreiben, sodass die Festnahmen schnell erfolgten. Förster Werner erlitt so starke Verletzungen, dass er in der Nacht zum Karfreitag verschied. Unter großer Anteilnahme der Bevölkerung wurden die beiden Förster am ersten Ostertag auf dem Amelinghäuser Friedhof zur ewigen Ruhe gebettet. Das Schwurgericht Celle verurteilte den Schützen Hüners zu 20 Jahren Kettenstrafe 1. Grades. Am 1. Juli begann die Strafverbüßung in der Kettenstrafanstalt Lüneburg, die Hüners nicht überlebte. Die an die beiden Förster erinnernde Grabplatte wurde inzwischen auf das Gelände der Amelinghäuser Hippolit-Kirche verlegt.
Als ältestes erhaltenes Gebäude in Ehlbeck gilt der reetgedeckte Treppenspeicher in Osterehlbeck, dessen Kerngebäude 1746 errichtet und bald nach 1828 mit einem zweiten vereint wurde. Das Baudatum und die Namen der Erbauer (Hinnerich Christoffer und Anna Maria Westermann) finden sich im Türbalken im Erdgeschoss des im Jahr 2012 neu mit Reet gedeckten Gebäudes. Zu erwähnen gilt noch das Backhaus von 1777 in Osterehlbeck und der kaum jüngere Wollspeicher in Rehrhof, der auf einen Erbauungszeitraum von 1751 bis 1800 datiert wird. Rege Bautätigkeit setzte auf den Höfen vor 1900 und kurz danach ein. Es entstanden die meisten der heutigen Wirtschaftsgebäude aufgrund der Intensivierung der Landwirtschaft, besonders durch die Mineraldüngung aufgrund der Erkenntnisse von Justus von Liebig. Die jahrhundertealte rein biologische Landwirtschaft mit extrem niedrigen Getreideerträgen von 3 bis 5 dt/ha, die zur völligen Zerstörung der Bodenfruchtbarkeit geführt hatte, kam nun zu Ende.
Am 1. März 1974 wurde Ehlbeck in die Gemeinde Rehlingen eingegliedert.

Bach Ehlbeck

### Bevölkerungsentwicklung
- 1900: 175 Einwohner
- 1925: 203 Einwohner[11]
- 1933: 188 Einwohner[11]
- 1939: 230 Einwohner[11]
- 1946: 469 Einwohner
- 1961: 267 Einwohner[10]
- 1964: 281 Einwohner
- 1968: 247 Einwohner
- 1970: 197 Einwohner[10]
- 1972: 204 Einwohner
- 2001: 271 Einwohner

## Erste Erwähnung
Der Ort Oster-Ehlbeck wurde erstmals 1123 aufgrund des Kaufes des Zehnten der Höfe in Oster-Ehlbeck durch den Dom in Verden erwähnt. Der Ort teilte sich ursprünglich auf in Wester-, Oster- und Süder-Ehlbeck. Die Gesamtfläche beträgt 4319 ha, mit Abstand der größte Flächenort der Region. Die heutigen vier Bauernhöfe verfügten über Jahrhunderte je Hof über 1000 ha. Wester-Ehlbeck wurde 1252 als Tafelgut des Domes Verden erstmals aufgeführt. Süder-Ehlbeck ist 1319 als Besitz des Grafen von Hoya bezeugt, fiel vermutlich früh wüst und erscheint danach in keiner Aufzeichnung mehr.

## Die Höfe
Die bis heute bestehenden drei Höfe in Oster-Ehlbeck und ein Hof in Wester-Ehlbeck/Rehrhof sowie der kleine Buwhoff (Bauernhof), der ab 1764 Försterei war, werden ab 1430 fast lückenlos namentlich erwähnt. Der Buwhoff war vermutlich eine Kothe, die sich von einem Vollhof im 10. Jahrhundert abzweigte. Ursprünglich waren deutlich mehr Höfe vorhanden, die vermutlich beim ersten Pestzug 1350 ausgelöscht wurden oder 1396 durch Ritter Statius von Mandelsloh, der im Auftrag der Stadt Lüneburg herzogliche Gebiete verwüstete. In der Steuerurkunde vom 21. Januar 1562 werden noch zwei weitere wüste Höfe in Oster-Ehlbeck und zwei in Wester-Ehlbeck urkundlich aufgeführt. In neuester Zeit hat sich durch Waldzukäufe ein Forsthof in Größe von rund 300 ha als 5. Hof neu gebildet.
Eine Besonderheit stellt die Bauernfamilie mit Namen Ehlbeck im Ort Ehlbeck dar. Sie ist vom Beginn schriftlicher Aufzeichnungen mit kurzen Unterbrechungen als Hofesfamilie bis heute im Ort vertreten. Sie stellte 1284 und 1295 mit Albert und Sifridus de Elebeke zwei Ratsherren der Hansestadt Lüneburg. Es ist anzunehmen, dass es sich um eine frühere Adelsfamilie handelt, für die der Ort namensgebend war.

### Verkopplungen und Enteignungen von Flächen der vier Höfe
Eine erste erhebliche Vergrößerung des Sunders/Raubkammer erfolgte im Zuge der Verkopplungen der Gemeinheiten (Aufteilungen der gemeinsam genutzten Flächen der vier Höfe) ab 1854 nach den hannoverschen Agrarreform-Gesetzen von 1802 und 1832. Die 470 Äcker und Wiesen wurden auf 14 Flurstücke arrondiert und den Höfen als Eigentum bereits 1835 endgültig zugeteilt. Eine Abgabe von 306 ha Bauernland erfolgte 1854 und 1864 über 2158 ha und nochmals 461 ha im Jahre 1935 nur des Ortes Oster-Ehlbeck. Die entschädigungslose Wegnahme von 2619 ha 1854 und 1864 konnte bisher nicht geklärt werden. Es waren immerhin 61 % der Gesamtfläche der Höfe.  Der Oberförster Quensel aus Rehrhof, der der „fliegenden Colonne der hannoverschen Forsttaxationscommission“ angehörte, betrieb diese Wegnahmen. Er wurde später fristlos und in Unehren entlassen unter Aberkennung aller Ansprüche und starb im Armenhaus in Dresden. Allen Höfen um die Raubkammer herum wurden 1935 insgesamt 4805 ha enteignet. Hierdurch wurden die Existenzgrundlagen der Höfe erheblich geschwächt. Große Flächen hiervon dienen heute als Schießbahnen für Panzer.

### Grundherren von zwei Höfen
1368 wurden zwei Höfe von der Kirche Amelinghausen gekauft, wobei sie für diese bis zur Ablösung 1835 Grundherr blieb, bei den zwei weiteren Höfen war es der Herzog in Celle. Hand- und Spanndienste wurden von den Höfen zu keiner Zeit geleistet. Der Zehnte von Oster-Ehlbeck ging an die Kirche Amelinghausen und an die Gilde St. Marien in Ehlbeck und von Wester-Ehlbeck, später auch Rehrhof genannt, an das Kloster Lüne.

Steuer- & Abgabenliste von 1562 vom Ort Ehlbeck

### Ackerstruktur der Höfe
Die sehr genaue Verkopplungskarte von 1828 lässt aufgrund von besonderen Flurstücken im Ort, der Lage von 470 Ackerlangstücken und des Wegenetzes den indirekten Schluss zu, dass in Oster-Ehlbeck möglicherweise bis zehn Höfe vorhanden waren. Einige indirekte Merkmale lassen vermuten, dass der Ort vor 800 n. Chr. gegründet wurde.
Die für die Region guten Ackerböden, die in neuerer Zeit den Anbau von Weizen und Zuckerrüben förderten, ließen daher in früheren Epochen eine höhere Siedlungsdichte als heute zu. Folglich lieferten die Höfe neben Roggen auch Gerste als Zehnten ab, auch dies im Lagerbuch von 1681 ein Hinweis auf fruchtbare Ackerböden, die in der Reichsbodenschätzung von 1935 bis zu 50 Punkte erreichten. Es bildeten sich Ackerflächen je Hof in Größe von 60 bis 150 ha und heutige Forstflächen von 150 bis 600 ha je Hof heraus, die bis ins 19. Jahrhundert bis auf wenige Eichen- und Bucheninseln, Heideflächen waren. Dieser günstige Ackerstandort war für Jahrhunderte vorrangig die Existenzgrundlage der vier Höfe, dazu kam die Rinderhaltung mit durchschnittlich 30 Tieren (1681) je Hof und die Schnuckenhaltung auf den Heideflächen, die wegen der Übergröße der Gemeinheiten zu keiner Zeit vollständig genutzt werden konnten. Die größte Herde des Hofes Rehrhof mit 420 Muttertieren war zeitweise die größte im Amt Winsen. Die Milchviehhaltung mit rund 30 Milchkühen und bis 40 Färsen je Hof in jüngster Zeit, die von Melkern betreut wurden, stellten alle Höfe in den 1960er-Jahren wegen zu hoher Lohnkosten ein. Zurück blieben reine Ackerbaubetriebe. Dagegen war die Bienenhaltung trotz der großen Heideflächen in früheren Jahrhunderten selten.

### Aufforstungen der Heide um Ehlbeck
Die Aufforstungen der riesigen Heideflächen begannen in der Staatsforst zaghaft ab 1784 durch die Försterei Rehrhof und auf den bäuerlichen Flächen ab 1854.
Die großen Heideflächen und nun darauf entstehenden Wälder förderten den Wildbesatz, insbesondere den des Rotwildes. Es blieb deshalb nicht aus, dass die Wilderei ebenfalls zunahm und 1866 eskalierte.

Lüneburger Radnadel (heute im Museum Oldendorf)

## Historische Funde
Aus der Bronzezeit ist ein Kranz von 26 Hügelgräbern um den Ort herum bekannt, ebenso Funde aus der Steinzeit und Rastplätze der noch nicht sesshaften Jäger. Von Bedeutung ist der Fund eines Frauengrabes in einem Hügelgrab mit zahlreichen bronzezeitlichen Schmuckstücken nebst sehr seltenem Goldfaden und u. a. einer Lüneburger Radnadel, weiterhin eines Urnenfriedhofes aus der vorrömischen Eisenzeit mit 208 Bestattungen, eines 40 cm hohen Römereimers aus der Zeit Christi Geburt und eines Kriegers aus der Sachsenzeit, der mit Pferd beerdigt wurde.

Gedenkstein Raubritter Moritz von Zahrenhusen

### Raubritter Moritz von Zahrenhusen
Es gibt die Sage vom Raubritter Moritz von Zahrenhusen, der einen Rittersitz im Nachbarort Bockum neu gegründet hatte und in der Nähe des Ortes Ehlbeck 1590 von einem Lüneburger Kaufmann erschossen wurde. An den in der Legende zum Raubritter gewordenen Moritz von Zahrenhusen erinnert der im Sperrgebiet des Truppenübungsplatzes Munster Nord gelegene Zahrenhusenstein. Hier soll Moritz von Zahrenhusen bei einem Überfall auf einen fahrenden Kaufmann durch einen silbernen Knopf erschossen und begraben worden sein. Der niederdeutsche Heimatschriftsteller August Freudenthal berichtet in seinen Heidefahrten (1892–1906), dass im 19. Jahrhundert an dieser Stelle ein Skelett gefunden worden sei.

Neuere Forschungen stellen dies jedoch in Frage, da es um 1590 seit über 200 Jahren keine Raubritter mehr gab und Moritz von Zahrenhusen als vormaliger Schloßhauptmann der Stadt Lüneburg in Bleckede zur Förderung des Handels über die Elbe ein großes Ansehen bei Kaufleuten und auch beim Herzog in Celle hatte. Das unehrenhafte Verhalten ist also eher dem Kaufmann anzulasten.

### Gilde St. Marien von 1384

Gildeurkunde von Ehlbeck (1384)

Eine Besonderheit stellte die Gilde St. Marien in Ehlbeck dar. Die Gildeurkunde von 1384 mit Bezug auf 1319 weist in der Satzung nach, dass sie der gegenseitigen Hilfe in Notfällen diente, nicht zur Verteidigung des Ortes. Sie war berechtigt, alle zwei Jahre den Zehnten und weitere Abgaben im Wechsel mit der Kirche zu ziehen und war daher wohlhabend. Sie bestand bis 1803. Die Gründung könnte vor 1319 liegen, da das Kloster in unmittelbarer Nähe in Steinbeck 1243 gegründet wurde, ebenfalls St. Marien hieß und die Gründung deshalb von dessen Mönchen möglicherweise angeregt wurde.

## Siedler und Neubauten
Neben sechs Siedlerstellen wurden in jüngster Zeit über 30 Familienhäuser im Ort gebaut, hiervon fünf Häuser 1935 für die Giftgasanlage in Breloh. Arbeitsplätze boten und bieten die vier Höfe, die Försterei und der nahe Truppenübungsplatz.

## Kultur und Infrastruktur
Die Schule in Ehlbeck wurde 1790 gebaut und 1972 geschlossen. In der Zeit davor wurden die Kinder in Amelinghausen vom Küster unterrichtet und in einer Vorläuferschule in Etzen. Eine Wegezollstation mit Ausschank gab es an der heutigen B209 in Wester-Ehlbeck/Rehrhof. Eine weitere Gastwirtschaft namens Konstantinopel bestand ab ca. 1850 bis zum Abriss 1961 an der B209. Sie war längere Zeit auch eine Umspannstation für Fuhrwerke. Weiterhin gab es eine Poststelle im Ort Ehlbeck.
Handwerks- und Gewerbebetriebe sowie Geschäfte waren wohl zu keiner Zeit im Ort ansässig. Seit 1966 existiert als Sportverein der SV Ehlbeck, der sich integrationsfreudig als öffentlicher Mittelpunkt in Sport und Kultur etabliert hat. Die Mitgliederzahl im Sportverein übertrifft die des Ortes des Öfteren deutlich. In der alten Schule befindet sich der 1972 gegründete Kinderspielkreis. Ein kleines Schwimmbad besteht seit 1964 und bietet im Sommer kostenfreie Bademöglichkeit.